# Veronica Carlson
Veronica Carlson (Yorkshire, 18 de setembro de 1944 — 27 de fevereiro de 2022) foi uma modelo e atriz inglesa, famosa por seus papéis pela produtora de filmes Hammer.
Veronica passou boa parte da infância na Alemanha. Frequentou o Thetford Girls’ School e mais tarde a High Wycombe College of Technology and Design, onde estudou arte e participou de produções amadoras. Veronica foi descoberta pelo produtor Jimmy Carreras após ver uma foto da mesma no jornal The Daily Mirror.
Em 1968, estreia no filme Drácula O Perfil do Diabo (1968), contracenando com Christopher Lee no papel de Drácula. Seus filmes seguintes pela Hammer foram: Frankenstein Tem Que Ser Destruído (1969) e O Horror de Frankenstein (1970). Ela também aparece no episódio “The Ghost Who Saved the Bank at Monte Carlo” na série de televisão inglesa Randall and Hopkirk (Deceased), ou Detetive Fantasma como é conhecido no Brasil. Participa também do episódio da série The Saint (que foi chamado de O Santo no Brasil), com Roger Moore.
Em 1974, se casa com Sydney Charles Love. Tem três filhos: Carly Louise, Adam e Marcus. Veronica vive atualmente com sua família na Flórida nos Estados Unidos. Onde tem por atividade pintar quadros. Também  aparece regularmente em convenções de horror. Ela morreu no dia 27 de fevereiro de 2022, aos 77 anos de idade.

## Filmografia Parcial
- Drácula Has Risen From Grave (1968)
- Crossplot (1969)
- Frankenstein Must Be Destroyed (1969)
- The Horror of Frankenstein (1970)
- Pussycat, Pussycat, I Love You (1970)